# Delray Beach International Tennis Championships 2005
Delray Beach International Tennis Championships 2005 — тенісний турнір, що проходив на кортах з твердим покриттям у місті Delray Beach, USA з 31 січня. Належав до категорії ATP International Series, був турніром серії Delray Beach Open 2005 року.

## Фінальна частина

### Одиночний розряд
Ксав'є Малісс —  Їржі Новак (тенісист) 7–6(8–6), 6–2

### Парний розряд
Сімон Аспелін /  Тодд Перрі —  Джордан Керр /  Джим Томас 6–3, 6–3